# Alte Tantra-Tradition der Nyingma-Schule
Die Alte Tantra-Tradition bzw. der Alte tantrische Buddhismus der Nyingma-Schule des tibetischen Buddhismus geht auf den alten tantrischen Buddhismus zurück, der im späten 8. und 9. Jahrhundert überliefert wurde. Die alten tantrischen Praktiken der Nyingma-Schule sind tief in der tibetischen Kultur und Spiritualität verwurzelt und haben einen bedeutenden Einfluss auf die Entwicklung des Buddhismus in Tibet und darüber hinaus gehabt.
Der tantrische Buddhismus der Nyingma-Tradition ist eine der ältesten buddhistischen Traditionen in Tibet. Sie wurde im 8. Jahrhundert von Padmasambhava, auch bekannt als Guru Rinpoche, gegründet, der maßgeblich zur Verbreitung des Buddhismus in Tibet beitrug. Die Nyingma-Tradition betont die Bedeutung der tantrischen Praktiken als einen Weg zur Erleuchtung. Sie unterscheidet sich von anderen Schulen des tibetischen Buddhismus durch ihre Betonung der Dzogchen-Lehren. Dzogchen, auch als die „Große Vollkommenheit“ bekannt, ist eine fortgeschrittene Praxis des tantrischen Buddhismus, die darauf abzielt, die wahre Natur des Geistes zu erkennen. Ein weiteres charakteristisches Merkmal der Nyingma-Tradition ist die Wertschätzung von Termas.
Im Zangchuan Fojiao gaoseng zhuanlüe beispielsweise werden dieser Tradition die folgenden buddhistischen Persönlichkeiten zugerechnet: Nyag Jnanakumara  (gnyag jna na ku ma ra; 8. Jhd.),  Nub Sanggye Yeshe (gnubs sangs rgyas ye shes; 9./10. Jhd.) und  Surpoche Shakya Chungne (zur po che shAkya 'byung gnas; 1002–1062), einer der Drei Surs (der „Große Sur“).
Die Neue Tantra-Tradition dann ist die von dem Meister Tsongkhapa (1357–1419) sorgfältig neu organisierte Lehre, um die Tantra-Lehren zu kombinieren (sie ist in China auch als Xinjiao 新教,  Xīnjiào bekannt, einem Wort, das im Chinesischen auch für die Bezeichnung des Protestantismus verwendet wird).

„Since the character of Tantric Buddhism was similar to that of Taoism, for a long time it was absorbed into Taoism. Later, the Lamaism that represented a development of the old Tantric Buddhism of India was introduced to China in the Yuan period (1279 to 1368).“

Die Nyingma-Schule ist als die „Alte Schule“ bekannt, weil sie sich hauptsächlich mit der Übertragung und Verbreitung der alten tantrischen Lehren befasst.